# Vicenç Ibàñez i Olivella
Vicenç Ibàñez i Olivella (Sitges, 23 d'octubre del 1928 – 27 d'abril del 1996) fou polític i alcalde de Sitges.
Es guanyà la vida com a agent de duanes, encara que de jove feu de pescador. Jugà a futbol (als equips de la Creu Roja de Sitges i a la U.E.Sitges), i el 1966 entrà a la Federació Catalana de Futbol, on col·laborà fins a l'any 1982.
El 10 d'octubre del 1975 substituí Martínez Sardà com a alcalde de Sitges, càrrec que exercí dos anys. La seva gestió és recordada per diverses actuacions, com el mur de contenció que feu aixecar per aturar les aigües residuals provinents de vessaments il·legals a la riera de Vilafranca, i que amenaçaven de contaminar les platges sitgetanes. Per la seva gestió, la Diputació de Samaranch adquirí l'Hotel Miramar, que amb els anys esdevindria un equipament cultural de la vila.
El seu breu mandat coincidí amb la inauguració del col·legi públic Miquel Utrillo (1976), la creació del Patronat Municipal d'Esports (1977), la construcció dels jardins elevats del passeig de la Ribera entre els carrers de Sant Pau i can Bori (que permeté guanyar visió del mar a costa de talar els plàtans centenaris que guarnien el passeig). També restaurà la façana de la Casa de la Vila (1977) i restituí les plaques del monument al doctor Robert i de les escales de la Punta. El consistori que presidia nomenà Josep Carbonell i Gener i Salvador Soler i Forment "Fills Predilectes" de Sitges els anys 1975 i 1977 respectivament. S'amplià la Biblioteca Santiago Rusiñol amb una sala de lectura al primer pis i una sala d'actes (1977), es reobrí al públic la "Col·lecció de Curiositat Marineres Emerencià Roig i Raventós" i es bastí un monument a Santiago Rusiñol fet per Nicolau Ortiz segons projecte de l'escultor Pere Jou, obra que s'inaugurà el 9 d'octubre del 1977. Aquell mateix mes d'octubre presentà la dimissió.
En l'àmbit personal (o menys institucional), sufragà el llibre Cent anys de premsa sitgetana (1877-1977), que coedità amb la biblioteca popular Santiago Rusiñol el 1977. El 1978, els periodistes de la població l'atorgaren el tercer premi Trinitat Catasús en reconeixement de la seva gestió al front de la Casa Gran.